# Sihem Boughdiri
Pour les articles homonymes, voir Sihem.
Sihem Boughdiri (arabe : سهام بوغديري), de son nom complet Sihem Boughdiri Nemsia (arabe : سهام بوغديري نمصية), née vers 1965, est une haut fonctionnaire et femme politique tunisienne. Elle est ministre des Finances du 2 août 2021 au 5 février 2025.

## Biographie
Titulaire en 1988 d'une maîtrise en sciences économiques, elle rejoint l'École nationale des impôts de Clermont-Ferrand et sort diplômée en 1990.
En 1991, elle intègre le cycle supérieur de l'École nationale d'administration, avant de devenir conseillère des services publics.
Après une longue carrière au sein du ministère des Finances, elle devient en 2016 directrice générale des études et législations fiscales et chargée de mission au cabinet du ministre. Elle participe aux nombreuses négociations avec les organisations internationales et régionales relatives à la finance et à l'investissement, telles que le Fonds monétaire international ou la Banque mondiale.
Le 2 août 2021, elle est nommée par le président Kaïs Saïed comme ministre des Finances par intérim. Confirmée dans ses fonctions le 11 octobre, elle refuse de porter un voile au moment de prêter serment sur le Coran.
Le 17 octobre 2023, Kaïs Saïed lui demande d'assumer le portefeuille de ministre de l'Économie et de la Planification à titre intérimaire, à la suite du limogeage de Samir Saïed.
Elle est mariée et mère de trois enfants.